# Khammuan
Khammuan (Laotiaans: ຄໍາມ່ວນ) is een provincie van Laos. Het ligt in het zuiden van het land.

## Ontdekking
In 1996 werden op de markt van de hoofdstad exemplaren van een tot dan toe onontdekte zoogdiersoort ontdekt, de Laotiaanse rotsrat.

## Bestuurlijke indeling
De provincie is onderverdeeld in 9 districten:
| 1. Thakhek 2. Mahaxay 3. Nongbok 4. Hinboon 5. Nhommalath | 1. Bualapha 2. Nakai 3. Xebangfai 4. Xaybuathong |